# 第18回全日本女子ユース (U-18)サッカー選手権大会
JOCジュニアオリンピック 第18回全日本女子ユース (U-18)サッカー選手権大会（JOCジュニアオリンピックだい18かいぜんにほんじょしユース（アンダー18）サッカーせんしゅけんたいかい）は、2015年1月3日から1月7日にかけて開催された、第18回目の全日本女子ユース (U-18)サッカー選手権大会である。

## 参加チーム
| - 北海道（1） - ノルディーア北海道 - 東北（1） - SHRINE.L.FC - 関東（6） - 日テレ・メニーナ - 浦和レッドダイヤモンズレディースユース - ジェフユナイテッド市原・千葉レディースU-18 - ASエルフェン埼玉マリ - 栃木SCレディース - 横須賀シーガルズJOY - 北信越（1） - アルビレックス新潟レディースU-18 | - 東海（2） - NGU名古屋FCレディースユース - 楠クラブレディース - 関西（2） - ルネス学園甲賀レディース - FC VICTORIES - 中国（1） - 青崎フットボールクラブ Hanako Clover's - 四国（1） - FCコーマレディースアザレア - 九州（1） - ヴィクサーレ沖縄FC・ナビィータ |

## 日程・結果

### 1回戦
| #1 | 2015年1月3日 9:30 |

| 日テレ・メニーナ | 16 - 0         | SHRINE.L.FC |
| 籾木結花 9分, 19分, 34分 · 鳥海由佳 12分, 23分, 40分 · 宮川麻都 29分, 56分 · 土光真代 47分 · 植木理子 54分, 59分, 68分 · 船木和夏 62分, 74分 · 三浦成美 63分 · 菅野奏音 67分 | 公式記録 (PDF) |             |

| J-GREEN堺 S3 |

| #2 | 2015年1月3日 9:30 |

| ASエルフェン埼玉マリ                                     | 6 - 1          | 青崎サッカークラブ Hanako Clover's |
| 佐藤楓花 3分 · 永島自然 16分, 74分 · 西山裕香 43分, 58分 | 公式記録 (PDF) | 高島絢音 25分                      |

| J-GREEN堺 S5 |

| #3 | 2015年1月3日 11:10 |

| FCコーマレディースアザレア | 0 - 6          | ヴィクサーレ沖縄FC・ナビィータ                                                     |
|                            | 公式記録 (PDF) | 3分, 28分 (OG) · 具志堅喜咲 10分 · 川満麗 68分 · 宮里留依 71分 · 永石珠璃愛 80+2分 |

| J-GREEN堺 S2 |

| #4 | 2015年1月3日 11:10 |

| 栃木SCレディース                    | 3 - 2          | ルネス学園甲賀レディース      |
| 広瀬永里香 12分, 63分 · 宮川萌 35分 | 公式記録 (PDF) | 坂本唯那 32分 · 酒井美鈴 51分 |

| J-GREEN堺 S4 |

| #5 | 2015年1月3日 12:50 |

| ジェフユナイテッド市原・千葉レディースU-18                                                                            | 9 - 0          | 楠クラブレディース |
| 米盛舞 2分 · 佐藤瑞夏 9分 · 高瀬はな 13分 · 安齋結花 20分, 55分, 55分 · 山田彩未 47分 · 宇内彩来 60分 · 松本直美 73分 | 公式記録 (PDF) |                    |

| J-GREEN堺 S3 |

| #6 | 2015年1月3日 12:50 |

| FC VICTORIES                  | 2 - 0          | ノルディーア北海道 |
| 西山皐月 31分 · 遠藤彩椋 79分 | 公式記録 (PDF) |                    |

| J-GREEN堺 S5 |

| #7 | 2015年1月3日 14:30 |

| 横須賀シーガルズJOY | 0 - 2          | アルビレックス新潟レディースU-18 |
|                     | 公式記録 (PDF) | 池田玲奈 56分 · 千野七海 58分    |

| J-GREEN堺 S2 |

| #8 | 2015年1月3日 14:30 |

| NGU名古屋FCレディース | 0 - 4          | 浦和レッドダイヤモンズレディースユース                          |
|                       | 公式記録 (PDF) | 小嶋星良 11分 · 金勝里央 48分 · 三浦紗津紀 67分 · 高橋はな 78分 |

| J-GREEN堺 S4 |

### 2回戦
| #9 | 2015年1月4日 11:00 |

| 日テレ・メニーナ                                                    | 5 - 1          | ASエルフェン埼玉マリ |
| 菅野奏音 18分, 44分 · 鳥海由佳 45分 · 松田柴野 63分 · 植木理子 77分 | 公式記録 (PDF) | 永島自然 60分        |

| J-GREEN堺 S2 |

| #10 | 2015年1月4日 11:00 |

| ヴィクサーレ沖縄FC・ナビィータ  | 2 - 0          | 栃木SCレディース |
| 國吉真梨子 57分 · 比嘉千尋 66分 | 公式記録 (PDF) |                  |

| J-GREEN堺 S5 |

| #11 | 2015年1月4日 13:30 |

| ジェフユナイテッド市原・千葉レディースU-18                                                             | 8 - 0          | FC VICTORIES |
| 小澤寛 9分 · 鴨川実歩 16分 · 今村瑞月 38分 · 安齋結花 40+1分, 66分 · 米盛舞 50分, 51分 · 宇内彩来 79分 | 公式記録 (PDF) |              |

| J-GREEN堺 S2 |

| #12 | 2015年1月4日 13:30 |

| アルビレックス新潟レディースU-18 | 0 - 4          | 浦和レッドダイヤモンズレディースユース                          |
|                                  | 公式記録 (PDF) | 塩越柚歩 35分 · 清家貴子 39分 · 高橋はな 48分 · 小嶋星良 80+2分 |

| J-GREEN堺 S5 |

### 準決勝
| #13 | 2015年1月6日 11:00 |

| 日テレ・メニーナ | 9 - 0          | ヴィクサーレ沖縄FC・ナビィータ |
| 鳥海由佳 10分 · 植木理子 15分, 41分, 90+2分 · 小野奈菜 38分 · 三浦成美 51分 · 宮川麻都 70分 · 菅野奏音 78分 · 83分 (OG) | 公式記録 (PDF) |                                |

| J-GREEN堺 S1 |

| #14 | 2015年1月6日 13:30 |

| ジェフユナイテッド市原・千葉レディースU-18 | 0 - 1          | 浦和レッドダイヤモンズレディースユース |
|                                            | 公式記録 (PDF) | 高橋はな 26分                          |

| J-GREEN堺 S1 |

### 3位決定戦
| #15 | 2015年1月7日 11:00 |

| ヴィクサーレ沖縄FC・ナビィータ | 0 - 9          | ジェフユナイテッド市原・千葉レディースU-18                                                                    |
|                                | 公式記録 (PDF) | 佐藤瑞夏 22分, 38分, 45分 · 安齋結花 29分, 84分 · 山田彩未 40分 · 市瀬千里 51分 · 松本直美 64分 · 小澤寛 86分 |

| J-GREEN堺 S1 |

### 決勝
| #16 | 2015年1月7日 13:30 |

| 日テレ・メニーナ                                                   | 5 - 2          | 浦和レッドダイヤモンズレディースユース |
| 菅野奏音 9分 · 土光真代 34分 · 籾木結花 55分 · 船木和夏 56分, 59分 | 公式記録 (PDF) | 南萌華 2分 · 清家貴子 86分             |

| J-GREEN堺 S1 |